# Cantos
Cantos is een serie composities van de Finse componist Einojuhani Rautavaara. Het bestond in eerste opzet uit drie werken voor strijkorkest, die een gemeenschappelijk stemming afgeven, terwijl muziektheoretisch en muziekhistorisch er grote verschillen zijn. Deel IV volgde pas in 1992

## Cantos I
Cantos I is gecomponeerde in 1960 en is gebaseerd op de prelude van Kaivos, de eerste opera van de componist. De componist zat toen in zijn dodecafonische periode en het circa 5 minuten durende stuk maakt daarvan dan ook gebruik. Opvallend aan de toonreeks zijn de vrij grote intervallen die de componist gebruikt en de manier waarop de toonreeks is voorgeschreven; zij is alleen met partituur terug te vinden. Eerste uitvoering 7 maart 1967 door het Fins Radiosymfonieorkest onder leiding van Paavo Berglund in Helsinki.

## Cantos II
Cantos II volgde snel na Cantos I en is gebaseerd op hetzelfde als Cantos I. Het begin is vrijwel identiek aan de vijfde symfonie van Dmitri Sjostakovitsj. De Rus maakte echter een statement, de Fin laat het in een vloeiende beweging spelen. De muziek stijgt in zes minuten naar een climax in toonhoogte en dynamiek. Daarna vervolgt het werk met een herhaling van de opening om langzaam uit te sterven. De eerste uitvoering van deze Cantos vond plaats op 27 oktober 1961 door het Filharmonisch Orkest van Helsinki onder leiding van Jorma Panula, aangezien Cantos I toen nog op de plank lag, werd Cantos II tijdens de première uitgevoerd onder de titel Cantos I.

## Cantos III
Cantos III volgde pas in 1972. De oorspronkelijke titel luidde Een portret van een artist op een gegeven moment. Het is geschreven in opdracht van het muziekfestival van Jyväskylä en beleefde daar dan ook haar eerste uitvoering op 27 juni 1972 door het plaatselijke Jyväskylä Symfonie Orkest onder leiding van Onni Kelo. De titel Cantos III werd pas gegeven toen de componist het werk inkortte en reviseerde; de hoofdtitel werd bijtitel. Cantos III is één lang crescendo. Van dodecafonie is geen sprake meer, de componist had die stijl toen verlaten. Het werk is opgebouwd uit juist kleine intervallen, soms gebruik makend van microtonen.

## Discografie
- Uitgave Finlandia Records : Espoo Kamerorkest o.l.v. Juhani Lamminmäki, een opname uit 1989; alleen Cantos I, II, III
- Uitgave Ondine: Ostrobotisch Kamerorkest o.l.v. Juha Kangas; inclusief Cantos IV